# Nari Shakti Puraskar
Der Nari Shakti Puraskar (Hindi नारी शक्ति सम्मान, [dt. Frauenpower-Preis]) ist eine jährlich vergebene Auszeichnung, die vom Ministerium für Frauen- und Kinderentwicklung der indischen Regierung an einzelne Frauen oder an Institutionen verliehen wird, die sich für die Stärkung der Rolle der Frau einsetzen. Er ist die höchste zivile Auszeichnung für Frauen in Indien und wird vom Präsidenten Indiens jeweils am Internationalen Frauentag (8. März) im Rashtrapati Bhavan in Neu-Delhi verliehen. Der Preis wurde 1999 unter dem Titel Stree Shakti Puraskar erstmals vergeben, 2015 umbenannt und neu organisiert. Er wird in sechs Haupt- und zwei individuellen Kategorien vergeben, die mit 200.000 bzw. 100.000 Indische Rupien dotiert sind.

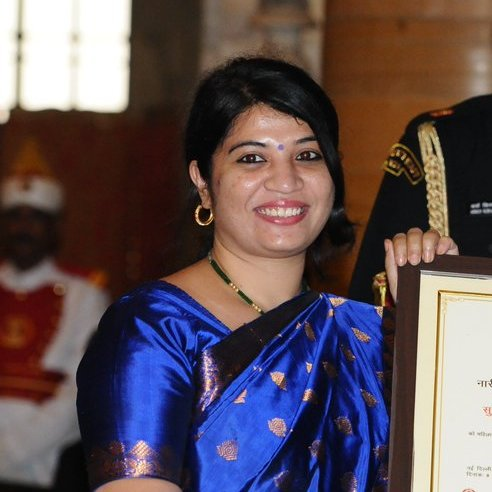
Die Wildtierbiologin Purnima Devi Barman erhielt den Nari Shakti Puraskar 2018

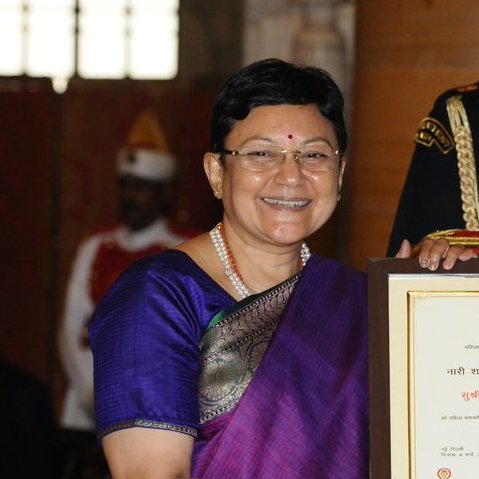
Die Bildungsaktivistin Sheela Balaji war Preisträgerin 2017

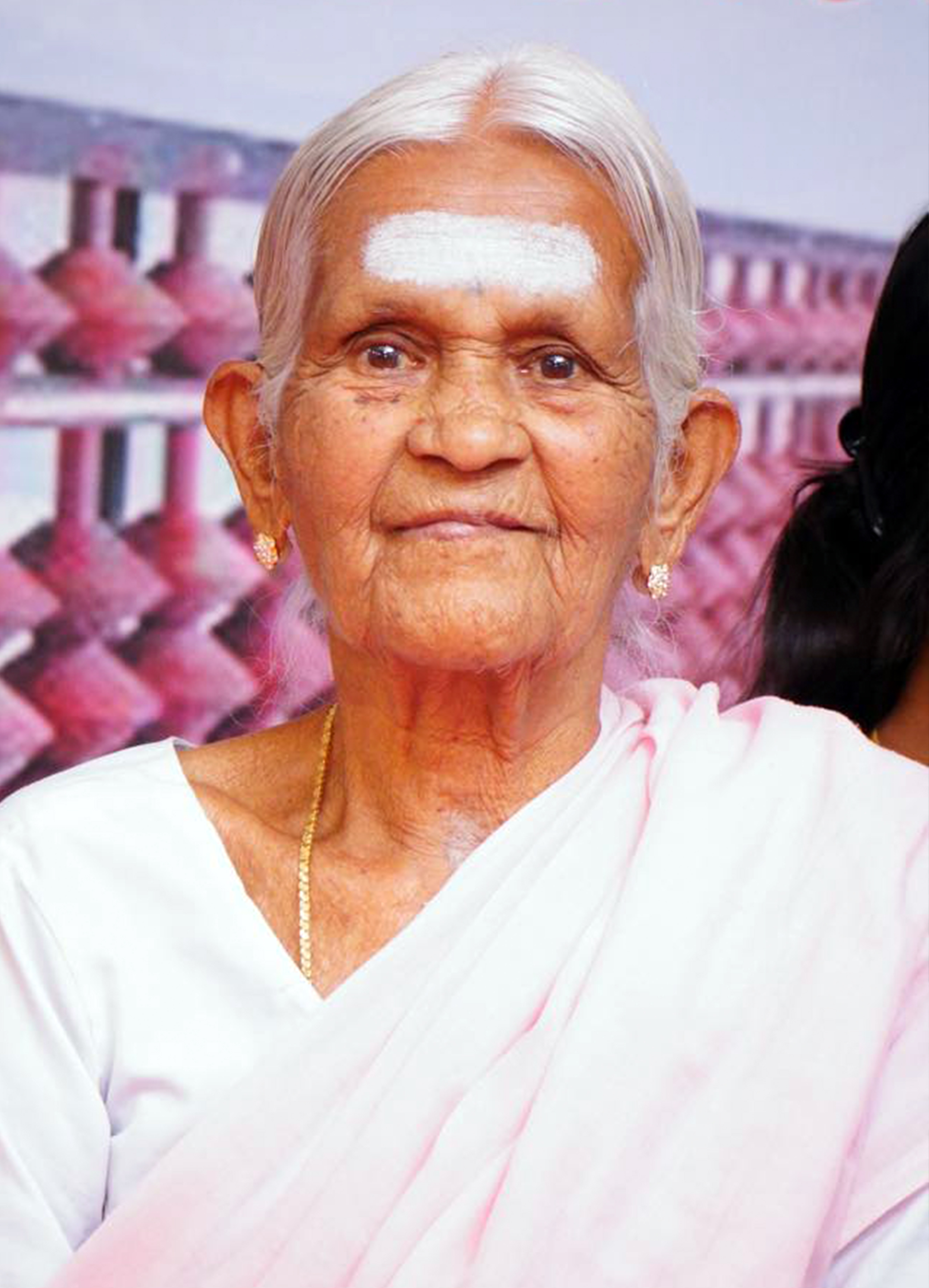
V. Nanammal, die Yogameisterin war Preisträgerin 2016

## Hauptkategorien
Jede der sechs Hauptkategorien ist nach einer bedeutenden Frau der indischen Geschichte benannt.
Devi Ahilya Bai Holkar Award für die beste private Organisation oder das beste Unternehmen des öffentlichen Sektors zur Förderung des Wohlergehens und der Wohlfahrt von Frauen. Benannt wurde er nach Ahilya Bai Holkar, einer Herrscherin des Malwa-Königreichs aus dem 18. Jahrhundert.
Kannagi Devi Award für die Institution, die das Geschlechterverhältnis bei Kindern spürbar verbessert hat (Child Sex Ration). Namensgeberin ist Kannagi, die Hauptfigur des tamilischen Epos Silapathikaram.
Mata Jijabai Award für die beste städtische Einrichtung für Dienstleistungen und Einrichtungen für Frauen. Er ist benannt nach Jijabai, der Mutter von Shivaji, der im 17. Jahrhundert das Maratha-Reich gründete.
Rani Gaidinliu Zeliang Award für eine zivilgesellschaftliche Organisation, die sich in herausragender Weise für das Wohlergehen von Frauen einsetzt. Benannt nach Rani Gaidinliu, einer spirituellen und politischen Führerin der Naga aus dem 20. Jahrhundert
Rani Lakshmi Bai Award, der an die beste Einrichtung für Forschung und Entwicklung im Bereich der Stärkung der Rolle der Frau verliehen wird. Benannt ist er nach Lakshmibai, einer der führenden Persönlichkeiten des Indischen Aufstands von 1857 und Königin von Jhansi.
Rani Rudramma Devi Awards, die an zwei District Panchayats [dt.: Bezirksrat] und zwei Gram Panchayats [dt.: Gemeinderat] für ihre Arbeit im Bereich der Frauenförderung verliehen werden, insbesondere im Zusammenhang mit der Kampagne Beti Bachao, Beti Padhao [dt.: Schütze die Tochter, erziehe die Tochter]. Sie sind benannt nach Rudrama Devi, einer Herrscherin des Dekkan aus dem 13. Jahrhundert.

## Individualkategorien
- Auszeichnung für Mut und Tapferkeit
- Auszeichnung für herausragende Beiträge zur Förderung von Frauen, zur Gemeinschaftsarbeit oder zur Stärkung der Rolle der Frau

## Preisträgerinnen (Auswahl)
- 2003: Sunitha Krishnan, Menschenrechtsaktivistin
- 2009: Sugathakumari, Dichterin und Frauenrechtsaktivistin
- 2013: Bina Sheth Lashkari, Kinderpsychologin und Gründerin von Haustürschulen
- 2016: Basanti Devi, Umweltschützerin
- 2016: Suparna Baksi Ganguly, Tierschützerin
- 2016: Ilse Köhler-Rollefson, deutsche Tierärztin und Ethnologin
- 2016: V. Nanammal, Yogameisterin
- 2018: Anu Malhotra, Filmproduzentin und Filmregisseurin
- 2018: Seema Rao, Ausbilderin für militärische Spezialeinheiten und Autorin
- 2018: Kalpana Saroj, Unternehmerin, baute aus einer Industriebrache ein florierendes Unternehmen auf
- 2018: Surekha Yadav, Lokomotivführerin
- 2019: Chami Murmu, Naturschützerin und Umweltaktivistin
- 2019: Reshma Nilofer Naha, Seelotsin
- 2020: Avani Chaturvedi, Bhawana Kanth, Mohana Singh, Kampfpilotinnen
- 2021: Neena Gupta, Mathematikerin
- 2022: Radhika Menon, Kapitänin der Handelsmarine